# Харитон (ім'я)
Харито́н (грец. Χαρίτων — «прихильний», «той, що посипає милостями», «щедрий») — чоловіче особове ім'я грецького походження.
Відомості про цього письменника цілком відсутні, можливо, він жив наприкінці І — на початку II ст. н. е.
За іншою версією це, ім'я перекладається як «гарний», «чарівний», і походить від слова ''харита'' — назви богинь жіночої вроди та чарівності. Ім'я було епітетом Зевса.

## Форми імені
- По батькові: Харитонович, Харитонівна; розм. Харитонич.
- Пестливі форми: Харитоня, Харитоша, Харько

## Іменини
24 квітня, 14 червня, 16 вересня, 22 вересня, 11 жовтня, 11 грудня

## Відомі постаті
- Харитон Бородай — український поет, журналіст. Писав під літературним псевдонімом — Ярема Байрак.
- Харитон Вардошвілі — грузинський поет, перекладач.
- Харитон Довгалюк — український письменник, журналіст, священник.
- Харитон Ісповідник — християнський святий.
- Харько — міфічний козак, іменем якого за легендою названо місто Харків.